# Hoplia versicolor
Hoplia versicolor är en skalbaggsart som beskrevs av Moser 1921. Hoplia versicolor ingår i släktet Hoplia och familjen Melolonthidae. Inga underarter finns listade i Catalogue of Life.